# 假葉樹
假叶树（學名：Ruscus aculeatus），又名百劳金雀花、瓜子松。原产于地中海沿岸。

## 用途
能減輕發炎的情形。對手腕隧道症候群、循環上的問題、水腫、肥胖、陽萎、靜脈炎、精索靜脈曲張以及眩暈等問題有幫助，對於膀胱和腎臟也很有益。

## 形态
常绿小灌木，有刺；具有横生、黄色、肉质、多节的根状茎；由于其叶退化为鳞片，而代替叶进行光合作用的是其最末的分枝。这个分枝扁化，并变为绿色，其与叶十分相象，称“叶状枝”。而假叶树的花就长在假叶上，冬春季开白色小花，雌雄异株。